# 六小時工作制
六小時工作制是一種有關勞動時間的提案，主張勞動者每天工作時間不超過六小時。這個工作時間比普遍採用的八小时工作制要短。縮短工作時間的提案除了六小時工作制外，還有每週工作四天的四天工作制，一般認為六小時工作制比四天工作制要好。

## 各地情况

### 澳大利亚
澳大利亚绿党支持四天工作制及六小时工作制。

### 芬兰
2020年，芬兰总理桑娜·马林宣布支持六小时工作制。

### 挪威
挪威红党支持六小时工作制。

### 瑞典
瑞典曾數次小規模的實施六小時工作制，包括私人公司以及公營機構。在哥德堡曾進行一項實驗，有七十名護理師在十八個月內進行六小時工作制，結果病假人數減少，健康的自評情形比較好，生產力也提昇了，但整体开销仍上升了1200万瑞典克朗。不過反對者認為病假比例減少的程度不大，而耗費的成本很高，後來此計劃沒有繼續。